# 原清敬
原 清敬（はら きよたか、1974年8月 - ）は、日本の生物学者・環境学者（生化学・応用微生物学・生物工学・合成生物学）。学位は博士（理学）（東京工業大学・2001年）。静岡県立大学食品栄養科学部准教授・大学院食品栄養環境科学研究院准教授。
協和醱酵工業株式会社研究員、早稲田大学先端科学・健康医療融合研究機構特任助手、神戸大学自然科学系先端融合研究環特命准教授などを歴任した。

## 来歴

### 生い立ち
1974年8月に生まれ、東京都三鷹市で育った。小学生の頃、タイヤに溜まった水の中で動いている生物を見つけ、顕微鏡で調べたところ、動いていたのはミジンコであることがわかった。これをきっかけに微生物に興味を持ち、東京工業大学の生命理工学部に進学した。入学前は微生物の応用研究をやりたいと考えていたが、入学後に基礎研究にも興味を持つようになった。東京工業大学で教鞭を執っていた大島泰郎と海野肇に相談したところ、大島から「今どうしても決められないのであれば、応用研究から基礎研究に移るのは難しいが、逆なら頑張れば可能」と助言されたことから、基礎研究色の強い理学系の生体機構学科を選択した。生体機構学科では福森義宏の門下となり、磁性細菌の走磁性の定量についての研究に取り組んだ。1997年3月、東京工業大学を卒業した。その後は東京工業大学の大学院に進学し、総合理工学研究科にて学んだ。恩師である福森が金沢大学に転任したことから、大学院の修士課程以降は吉田賢右の門下となり、アデノシン三リン酸合成酵素の分子内での回転機構の研究に取り組んだ。博士課程に進んでからも、引き続きアデノシン三リン酸合成酵素の研究に取り組んだ。2001年9月、東京工業大学の大学院における博士課程を修了した。それに伴い、博士（理学）の学位を取得した。

### 研究者として
2002年4月より、文部科学省が所管する科学技術振興事業団の博士研究員となった。翌年5月、協和醱酵工業に入社し、研究員として勤務した。主任研究員である森英郎の下で、大腸菌の遺伝子の評価と遺伝子破壊による有用物質生産宿主の創製に取り組んだ。2006年3月、早稲田大学にて先端科学・健康医療融合研究機構の特任助手に就任した。先端科学・健康医療融合研究機構においては、生命医療工学インスティテュートに所属した。木野邦器が主宰する研究室に籍を置き、光エネルギーによるアデノシン三リン酸再生など、有用物質を持続的に生産する研究に取り組んだ。2009年3月、神戸大学に転じ、自然科学系先端融合研究環の特命助教に就任した。2012年4月、神戸大学の自然科学系先端融合研究環にて特命准教授に昇任した。自然科学系先端融合研究環においては、重点研究部に所属し、酵母を用いたファインケミカルの生産の研究に取り組んだ。2015年6月、静岡県立大学に転じ、食品栄養科学部の准教授に就任した。食品栄養科学部においては、主として環境生命科学科の講義を担当した。同時に、静岡県立大学の大学院の研究組織である食品栄養環境科学研究院の准教授を兼務した。大学院においては、教育組織である薬食生命科学総合学府の環境科学専攻の講義を担当した。なお、それら本業の傍ら、甲南大学の講師を非常勤で兼任していた。

## 研究
専門は生物学であり、生化学、応用微生物学、生物工学、合成生物学といった分野の研究に従事している。具体的には、微生物を用いて、再生可能資源から有用な物質の生産を試みている。さらに、微生物の細胞内のエネルギーを向上させることで、その生産性の向上を図っている。また、微生物を用いて、食品、飼料、肥料などといった機能性化合物の醗酵、生産を試みている。
主な業績としては、大学院生の頃にアデノシン三リン酸合成酵素の研究に取り組んだが、その結果、電荷を持つアミノ酸が集まる領域が、回転トルクの発生部位だとする従来の定説を覆し、実際にはアデノシン三リン酸の合成や分解を制御する活性スイッチ部位であることを明らかにした。また、神戸大学に勤務していた頃は、西田敬二、近藤昭彦、谷内江望らとゲノム編集技術の研究に取り組み、デオキシリボ核酸の2本鎖を切断せずにゲノム標的部位の塩基情報を書き換える新技術を開発した。
研究成果は『Journal of Bioscience and Bioengineering』や『Applied Microbiology and Biotechnology』、『Genome Announcements』、『Microbial Cell Factories』といった学術雑誌などで発表している。そのほか、学術書や専門書の分担執筆なども行っている。たとえば、日本化学会が編纂する『化学便覧』の応用化学編は、第7版からは「バイオマス利用技術」を独立した章として新設したが、その部分を近藤昭彦とともに執筆している。なお、2019年度の教員活動評価にて特に高く評価され、2020年に静岡県立大学学長表彰を受けた。
学術団体としては、日本生化学会、日本ゲノム微生物学会、日本生物工学会、日本農芸化学会、日本化学工学会、日本環境化学会などに所属している。

## 人物
中学生から大学生まで軟式庭球を続けており、『ソフトテニスマガジン』を愛読する。また、野球の観戦も好んでおり、小学生の頃から西武ライオンズのファンである。
「ごはんがおいしいと、どんなおかずでも食事が豊かになる。やっぱり、日本人はお米でしょう」と主張するほど米を好んでおり、炊飯器ではなく鍋で炊くなどのこだわりを持つ。また、ポカリスエットと梅昆布茶を愛飲する。またあんこが苦手。

## 略歴
- 1974年 - 東京都三鷹市にて誕生。
- 1997年 - 東京工業大学生命理工学部卒業。
- 2001年 - 東京工業大学大学院総合理工学研究科博士課程修了。
- 2002年 - 科学技術振興事業団博士研究員。
- 2003年 - 協和醱酵工業研究員。
- 2006年 - 早稲田大学先端科学・健康医療融合研究機構特任助手。
- 2009年 - 神戸大学自然科学系先端融合研究環特命助教。
- 2012年 - 神戸大学自然科学系先端融合研究環特命准教授。
- 2015年 - 静岡県立大学食品栄養科学部准教授。
- 2015年 - 静岡県立大学大学院食品栄養環境科学研究院准教授。

## 賞歴
- 2020年 - 静岡県立大学学長表彰[18]。

## 著作

### 分担執筆
- 日本化学会編『化学便覧』応用化学編2巻、7版、丸善出版、2014年。

### 寄稿
- 原清敬・吉田賢右「DELSEEDモチーフ」『生体の科学』52巻5号、医学書院、2001年10月15日、502-503頁。ISSN 0370-9531
- 原清敬・下立夏香・森英郎「大腸菌ATP供給活性向上変異体の効率的探索と物質生産への応用」『バイオサイエンスとインダストリー』68巻3号、バイオインダストリー協会、2010年5月1日、190-193頁。ISSN 0914-8981
- Ye Xiaotingｍ・原清敬「もっと光を。――人工光合成細菌の魅力」『生物工学会誌』92巻8号、日本生物工学会、2014年8月25日、444頁。ISSN 0919-3758
- 原清敬「共生由来オルガネラの改変――共生が駆動する微生物発酵生産」『遺伝――生物の科学』70巻2号、エヌ・ティー・エス、2016年3月、110-114頁。ISSN 0387-0022

## 関連人物
- 大島泰郎